# Calodendrum eickii
Calodendrum eickii là một loài thực vật có hoa trong họ Cửu lý hương. Loài này được Engl. mô tả khoa học đầu tiên năm 1902.